# Järva (commune)
Järva, en forme longue la Commune rurale de Järva (en estonien : Järva vald) est une commune rurale d'Estonie située dans le comté de Järva.

## Histoire
Le 28 janvier 2016, le conseil municipal de Järva-Jaani a proposé la fusion des communes d'Albu, Ambla, Imavere, Järva-Jaani, Kareda, Koeru, Roosna-Alliku et Koigi.
Les municipalités de Roosna-Alliku et de Koeru ont décidé de quitter les négociations de fusion.
La commune de Järva a été fondée par la fusion de 6 communes :
Les municipalités fusionnées avec leur superficie et leur population (au 1er janvier 2017)
- Albu vald (superficie 257,05 km² et 1146 habitants)
- Ambla vald (superficie 166,6 km² et 1996 habitants)
- Imavere vald (superficie 139,61 km² et 885 habitants)
- Järva-Jaani vald (superficie 126,72 km² et 1542 habitants)
- Kareda vald (superficie 91,66 km² et 599 habitants)
- Koigi vald (superficie 204,22 km² et 946 habitants).

Bien que la commune de Koeru ait quitté les négociations et souhaite rejoindre la paroisse de Rakke, le gouvernement de la République a décidé en juin 2017 de fusionner la commune de Koeru avec la commune de Järva nouvellement formée.
La municipalité de Koeru a contesté cette décision devant la Cour suprême, mais elle n'a pas été entendue. Ainsi, la municipalité de Koeru a fusionné avec la municipalité de Järva, avec une superficie de 236,82 km² et une population de 2 088 habitants (au 1er janvier 2017).

## Démographie
| 2016  | 2017  | 2018  | 2019  | 2020  |
| ----- | ----- | ----- | ----- | ----- |
| 9 287 | 9 084 | 8 984 | 8 910 | 8 937 |

| 2021  | 2022  | - | - | - |
| ----- | ----- | - | - | - |
| 8 837 | 8 632 | - | - | - |

## Géographie
La partie nord de la commune est située sur les collines de Pandivere, la partie nord-ouest à Kõrvemaa (et)  et la partie sud sur la plaine centrale d'Estonie. Près de 46 % de la superficie de la commune est occupée par des forêts, 37 % par des terres cultivées, 5 % par des prairies naturelles..
La superficie de la commune est de 1 222,82 km2.
La densité de population en 2021 était de 7,2 personnes par km2.
Les lieux de baignade publics sont : Väinjärv, le lac Järva-Jaani järv, le lac Eistvere, le lac Käravete et le barrage de Rava.

## Transport
La route nationale 2 menant de Tallinn à Tartu et la route nationale 5 reliant Pärnu à Rakvere traversent Järva.
Järva est aussi traversé par la  route secondaire 11125.

## Galerie

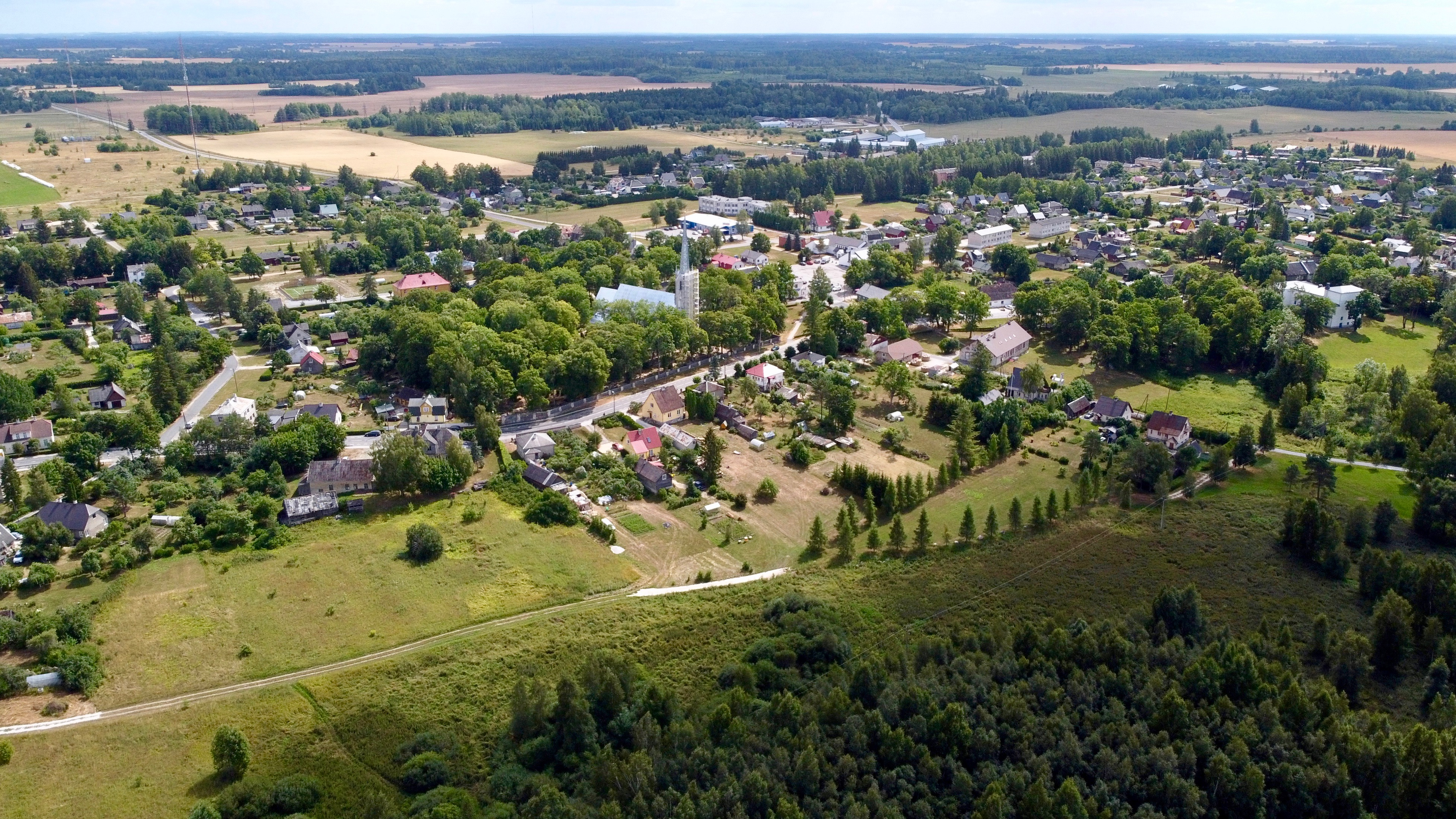
Centre de Järvä-Jaani.
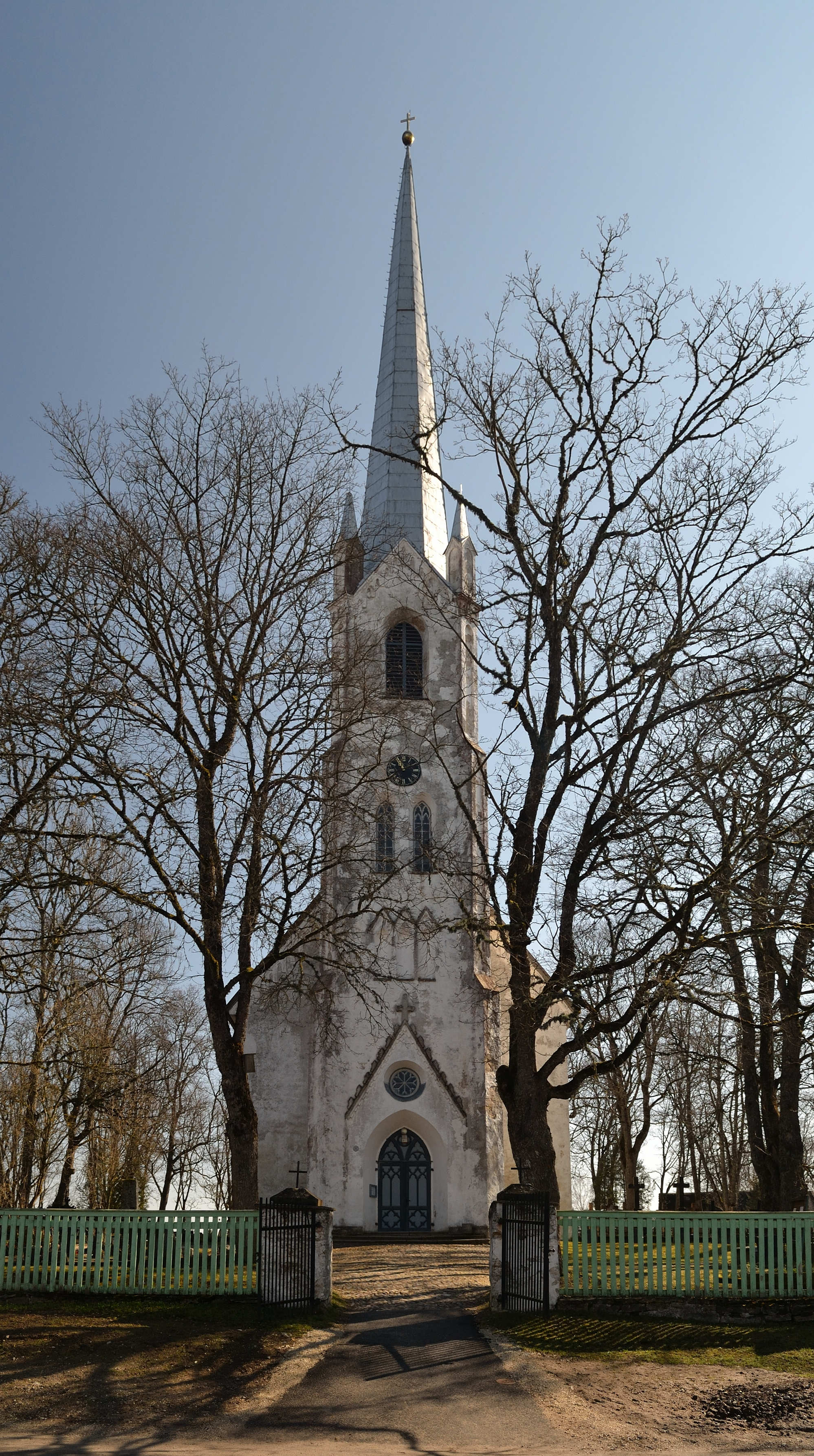
Église de Järvä-Jaani.
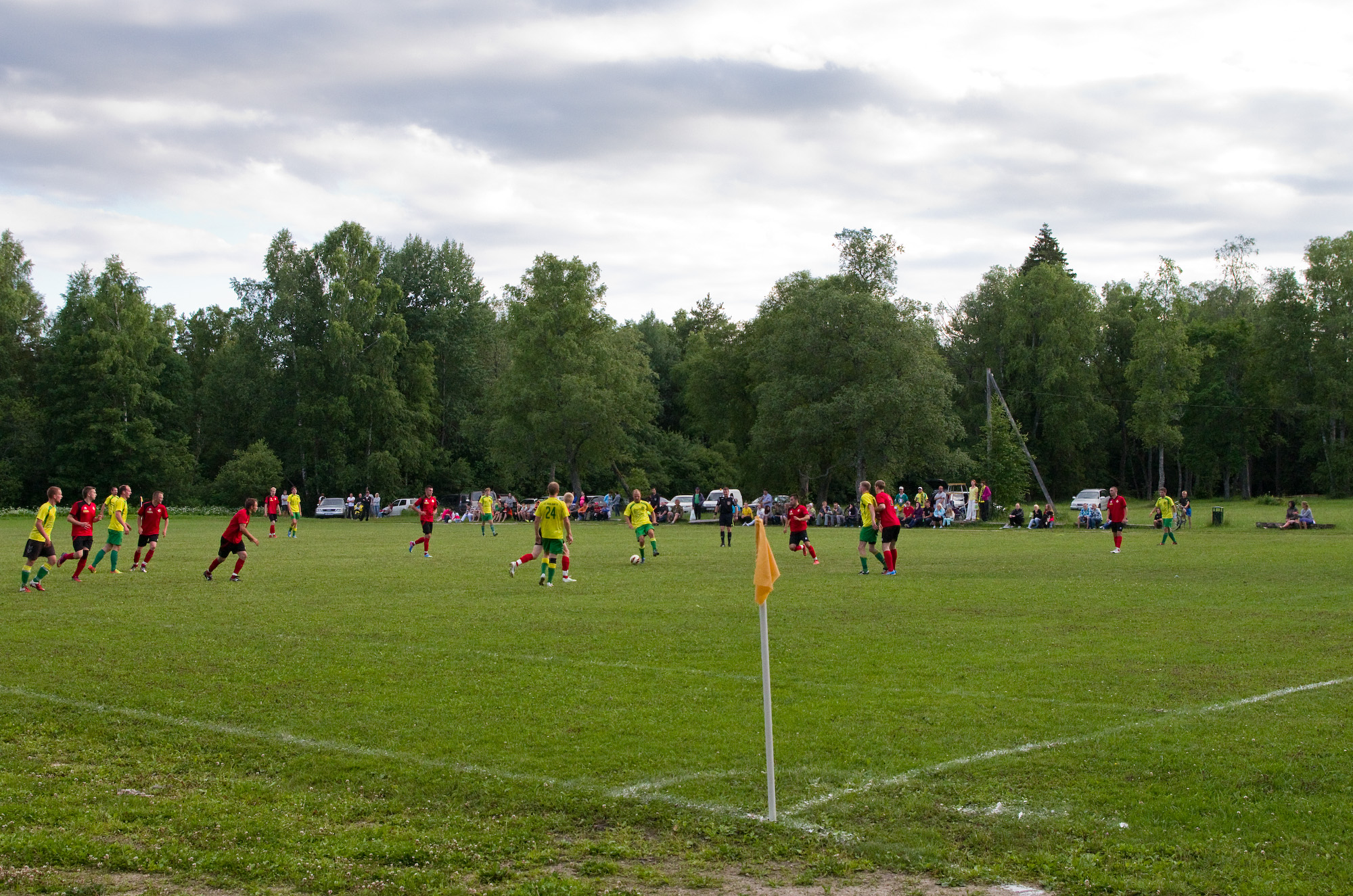
Terrain de football de Kasekopli.